# تپه بزرگ (اریک تپه)
تپه بزرگ (اریک تپه) مربوط به دوران پیش از تاریخ ایران باستان است و در استان قزوین، شهرستان البرز، روستای کمال‌آباد واقع شده و این اثر در تاریخ ۱۷ اسفند ۱۳۸۱ با شمارهٔ ثبت ۷۶۰۶ به‌عنوان یکی از آثار ملی ایران به ثبت رسیده است.